# Symphyotrichum cordifolium
Aster à feuilles cordées
 (septembre 2017).
Si vous disposez d'ouvrages ou d'articles de référence ou si vous connaissez des sites web de qualité traitant du thème abordé ici, merci de compléter l'article en donnant les références utiles à sa vérifiabilité et en les liant à la section « Notes et références ».
Espèce
Statut de conservation UICN

 LC  : Préoccupation mineure
Répartition géographique
Symphyotrichum cordifolium, syn. Aster cordifolius, noms vernaculaires : aster bleu commun, aster bleu, aster au cœur et aster à feuilles cordées, est une espèce de plantes à fleurs de la famille des Astéracées, originaire de l'est de l'Amérique du Nord.
Plante vivace herbacée, elle peut être facilement trouvée le long des bords de forêts et dans les zones ouvertes, aussi bien dans les zones urbaines que dans les zones rurales. 
Il produit parfois un hybride naturel avec Symphyotrichum puniceum nommé Symphyotrichum × tardiflorum où leurs gammes se chevauchent. Les fleurs composites, qui ont typiquement des fleurs bleu foncé et rarement rayures blanches et des flèches de lumière jaune qui finissent par devenir violet, émergent en août et persistent en octobre.